# Тесалоника Македонска
Тесалоника или Тесалонике (на старогръцки: Θεσσαλονίκη, старогръцко произношение Тесалонике, новогръцко Тесалоники) e дъщеря на македонския цар Филип II и Никесиполис от Фере, Тесалия и полусестра на Александър Велики. Името ѝ означава Тесалийска победа. Майка ѝ умира скоро след нейното раждане и Тесалоника живее в двореца на мащехата си Олимпия.
Тя се омъжва през 316 г. пр. Хр. за македонския цар Касандър. През 315 г. пр. Хр. той построява на залива Терма град чрез синойкизъм на 26 селища и го нарича на нея Тесалоника (Солун). Той става скоро най-важният град в целия регион заедно с Касандрия, столицата на Халкидически полуостров.
Тесалоника е майка на трима сина – царете Филип IV, Антипатър I и Александър V.
След смъртта на съпруга ѝ през 297 г. пр. Хр. Тесалоника става регентка на синовете си. Антипатър я убива през 295 г. пр. Хр., защото има предпочитания към най-малкия му брат Александър.